# 李長華 (光緒乙未進士)
李長華（?—?），直隸省遵化直隸州玉田縣人，清朝政治人物、進士出身。
光緒二十一年（1895年），参加光緒乙未科殿試，登進士二甲40名。同年五月，以主事分部学习。